# 乳源木莲
乳源木莲（学名：Manglietia yuyuanensis）为木兰科木莲属下的一个种。